# Endophragmiopsis pirozynskii
Endophragmiopsis pirozynskii är en svampart som beskrevs av M.B. Ellis 1966. Endophragmiopsis pirozynskii ingår i släktet Endophragmiopsis, divisionen sporsäcksvampar och riket svampar.   Inga underarter finns listade i Catalogue of Life.